# Вашингтонский аэропорт имени Даллеса

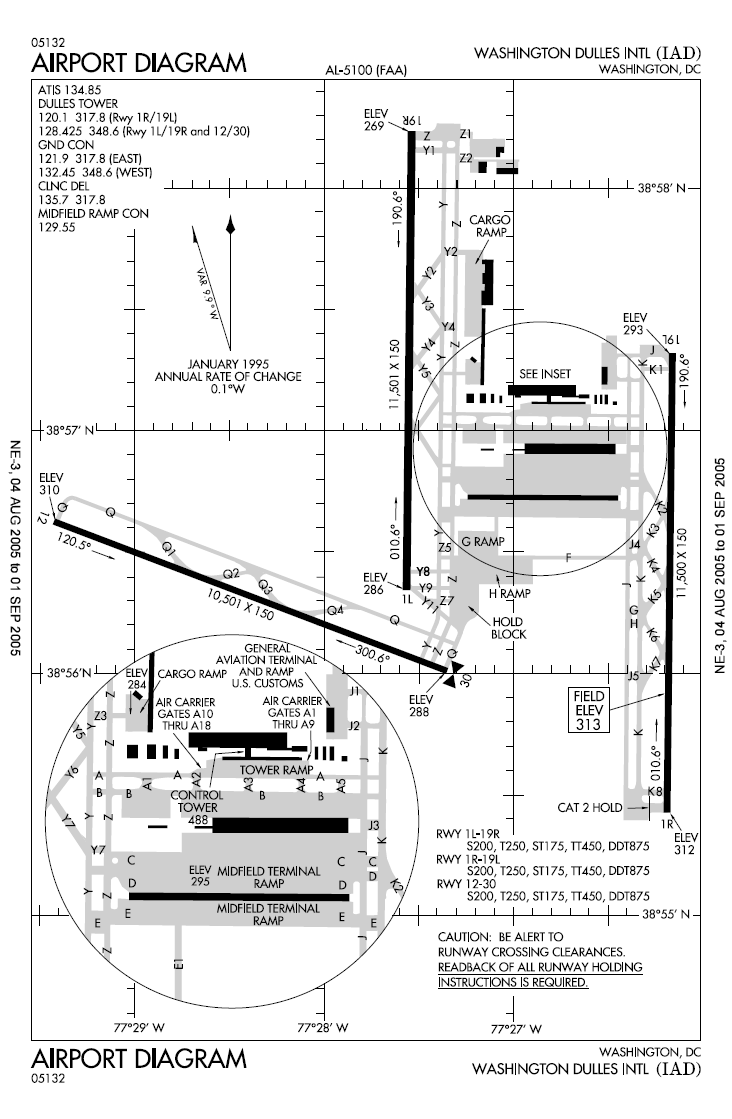
Схема аэропорта до постройки четвёртой ВПП

Международный аэропорт Вашингтон Даллес (ИАТА: IAD, ИКАО: KIAD, FAA LID: IAD) — гражданский аэропорт в штате Виргиния (округ Лаудон и округ Фэрфакс), в 42 километрах к западу от центра Вашингтона.

## История
После Второй мировой войны возросли потоки пассажиров, пользующихся авиацией, поэтому Конгресс в 1950 году принял решение о создании нового аэропорта. Эйзенхауэр в 1958 году предложил начать застройку на месте, где сейчас Burke Lake Park, но впоследствии объект был снесен. 17 ноября 1962 года строительная компания Ammann and Whitney сдала аэропорт, названый вначале в честь Джона Кеннеди. Главное здание аэропорта построено по проекту выдающегося архитектора Ээро Сааринена в 1958-62 годах. В 1984 году аэропорт переименовали в честь Даллеса.

## Услуги
Обслуживает агломерацию Вашингтона. Аэропорт назван в честь госсекретаря США в администрации Дуайта Эйзенхауэра Джона Фостера Даллеса.
Даллес обслуживается приблизительно дюжиной авиакомпаний США и двумя дюжинами международных перевозчиков. Авиакомпании, обслуживающие Даллес, непрерывно обеспечивают более восьмидесяти внутренних направлений и более сорока международных.

## Авиакомпании и назначения
Крупнейшей авиакомпанией по объёму пассажирских перевозок в аэропорту Даллеса является United Airlines, доля которой составляет 61,5 % обслуженных аэропортом пассажиров; второе место занимает JetBlue Airways с долей в 6,4 %, третье — American Airlines с долей в 4,1 % от всего объёма пассажирского потока аэропорта в 2007 году.
Открытие лоу-кост-авиакомпании Independence Air в 2004 послужило одной из причин перемещения аэропорта Даллеса с 24 позиции в списке самых загруженных аэропортов в США на 4-е место, а также Даллес вошёл в топ-30 наиболее загруженных аэропортов мира. С максимумом в шестьсот рейсов ежедневно, Independence (совместно с обслуживанием JetBlue и AirTran) быстро сделали Даллес самым большим лоу-кост хабом в США. Компания Southwest Airlines начала обслуживать рейсы в 2006 году после ликвидации Independence Air. Аэропорт больше не входит в топ-30 мировых лидеров по количеству пассажиров, в 2006 году занял 29-е место. В 2007 услугами аэропорта воспользовались 24.7 миллиона пассажиров.
Аэропорт занимает площадь 47.9 км², пересекая границу округа Фэрфакс и округа Лаудон. Эта площадь располагается внутри двух невключенных территорий, Чантилли и Даллес. Аэропорт располагается западнее Херндона и юго-западнее Стерлинга. Оператором аэропорта Даллес является Metropolitan Washington Airports Authority (MWAA).

## В культуре
В американском боевике 1990 года «Крепкий орешек 2» основные события происходят в Вашингтонском аэропорту имени Даллеса.